# Waynesburg (Pensilvânia)
Waynesburg é um distrito localizado no estado norte-americano de Pensilvânia, no Condado de Greene.

## Demografia
Segundo o censo norte-americano de 2000, a sua população era de 4184 habitantes.
Em 2006, foi estimada uma população de 4170, um decréscimo de 14 (-0.3%).

## Geografia
De acordo com o United States Census Bureau tem uma área de
2,2 km², dos quais 2,2 km² cobertos por terra e 0,0 km² cobertos por água. Waynesburg localiza-se a aproximadamente 302 m acima do nível do mar.

## Localidades na vizinhança
O diagrama seguinte representa as localidades num raio de 20 km ao redor de Waynesburg.